# Hate Me Now
Hate Me Now è il secondo singolo tratto da I Am..., terzo album del rapper Nas.
Realizzato con la collaborazione di Puff Daddy, è uscito con versioni differenti in Italia e in Germania: nella prima Puff è sostituito da Frankie hi-nrg mc, nella seconda da Afrob.

## Video musicale
Il video di Hate Me Now ha scatenato non pochi tafferugli a causa del suo concept blasfemo: Nas è infatti rappresentato con una croce sulle spalle, esattamente come Cristo, ed in una scena Puff Daddy viene anche crocefisso. Queste ultime immagini vengono tagliate ma una versione non censurata del video viene inviata ad MTV. Puff fa irruzione nell'ufficio del manager di Nas, Steve Stoute, colpendolo con una bottiglia di champagne; Stoute ha poi denunciato Puffy.